# Departamento Itatí
Das Departamento Itatí liegt im Norden der Provinz Corrientes im Nordosten Argentiniens und ist eine der 25 Verwaltungseinheiten der Provinz.
Im Norden grenzt es, getrennt durch den Río Paraná, an Paraguay, im Osten an das Departamento Berón de Astrada, im Süden an das Departamento San Luis del Palmar und im Westen an das Departamento San Cosme.
Die Hauptstadt des Departamento Itatí ist die gleichnamige Stadt Itatí.

## Städte und Gemeinden
- Itatí
- Ramada Paso